# 川原 (神戸市)
川原（かわはら）は、兵庫県神戸市垂水区にある町名。一丁目から五丁目がある。郵便番号は655-0894。

## 地理
垂水区の南部に位置する。福田川左岸の南北に細長い住宅地域であり、JR神戸線と山陽電気鉄道本線がすぐ南を通る。東は坂上、南は平磯、西は福田川を挟んで日向、北は福田川を挟んで御霊町に接する。住居表示が実施されている。

## 歴史
1930年（昭和5年）4月から1933年（昭和8年）1月にかけて、東垂水区第二耕地整理組合によって福田川左岸の東垂水町字川中、字川原、字大坪、字中道、字坂上、字山脇、字這上リの各地域が耕地整理された。その総面積は6万1千坪であり、1万1千7百坪の道路が新たに整備された。東垂水町であったころ、それらの地域は西から東へ川中通、川原通、坂上通、中道通、山手通と称された。1970年（昭和45年）6月に、住居表示実施と共に東垂水町字川中、字川原と字大坪の一部より成立した。現在唯一存在しない地名である川中通は、川原五丁目の地域にあたる。

### 地名の由来
東垂水町の小字「川原」に由来する。福田川に近い地形から付けられた名である。

### 町名の変遷
| 実施後     | 実施年月日            | 実施前                                 |
| ---------- | --------------------- | -------------------------------------- |
| 川原一丁目 | 1970年（昭和45年）6月 | 東垂水町字川中、字川原、字大坪（一部） |
| 川原二丁目 | 1970年（昭和45年）6月 | 東垂水町字川中、字川原、字大坪（一部） |
| 川原三丁目 | 1970年（昭和45年）6月 | 東垂水町字川中、字川原、字大坪（一部） |
| 川原四丁目 | 1970年（昭和45年）6月 | 東垂水町字川中、字川原、字大坪（一部） |
| 川原五丁目 | 1970年（昭和45年）6月 | 東垂水町字川中、字川原、字大坪（一部） |

## 世帯数と人口
2021年（令和3年）12月31日現在の世帯数と人口は以下の通りである。
| 町丁       | 世帯数  | 人口  |
| ---------- | ------- | ----- |
| 川原一丁目 | 72世帯  | 109人 |
| 川原二丁目 | 167世帯 | 273人 |
| 川原三丁目 | 78世帯  | 141人 |
| 川原四丁目 | 46世帯  | 83人  |
| 川原五丁目 | 0世帯   | 0人   |
| 計         | 363世帯 | 606人 |

## 小・中学校の学区
市立小・中学校に通う場合、学区は以下の通りとなる。
| 丁目   | 番       | 小学校             | 中学校             |
| ------ | -------- | ------------------ | ------------------ |
| 一丁目 | 全域     | 神戸市立垂水小学校 | 神戸市立垂水中学校 |
| 二丁目 | 1番      | 神戸市立垂水小学校 | 神戸市立垂水中学校 |
| 二丁目 | 2番、3番 | 神戸市立高丸小学校 | 神戸市立垂水中学校 |
| 三丁目 | 全域     | 神戸市立高丸小学校 | 神戸市立垂水中学校 |
| 四丁目 | 全域     | 神戸市立高丸小学校 | 神戸市立垂水中学校 |
| 五丁目 | 1番      | 神戸市立垂水小学校 | 神戸市立垂水中学校 |
| 五丁目 | 2番      | 神戸市立高丸小学校 | 神戸市立垂水中学校 |

## 交通
県道が地域の西部を南北に通っている。

### 道路
都道府県道

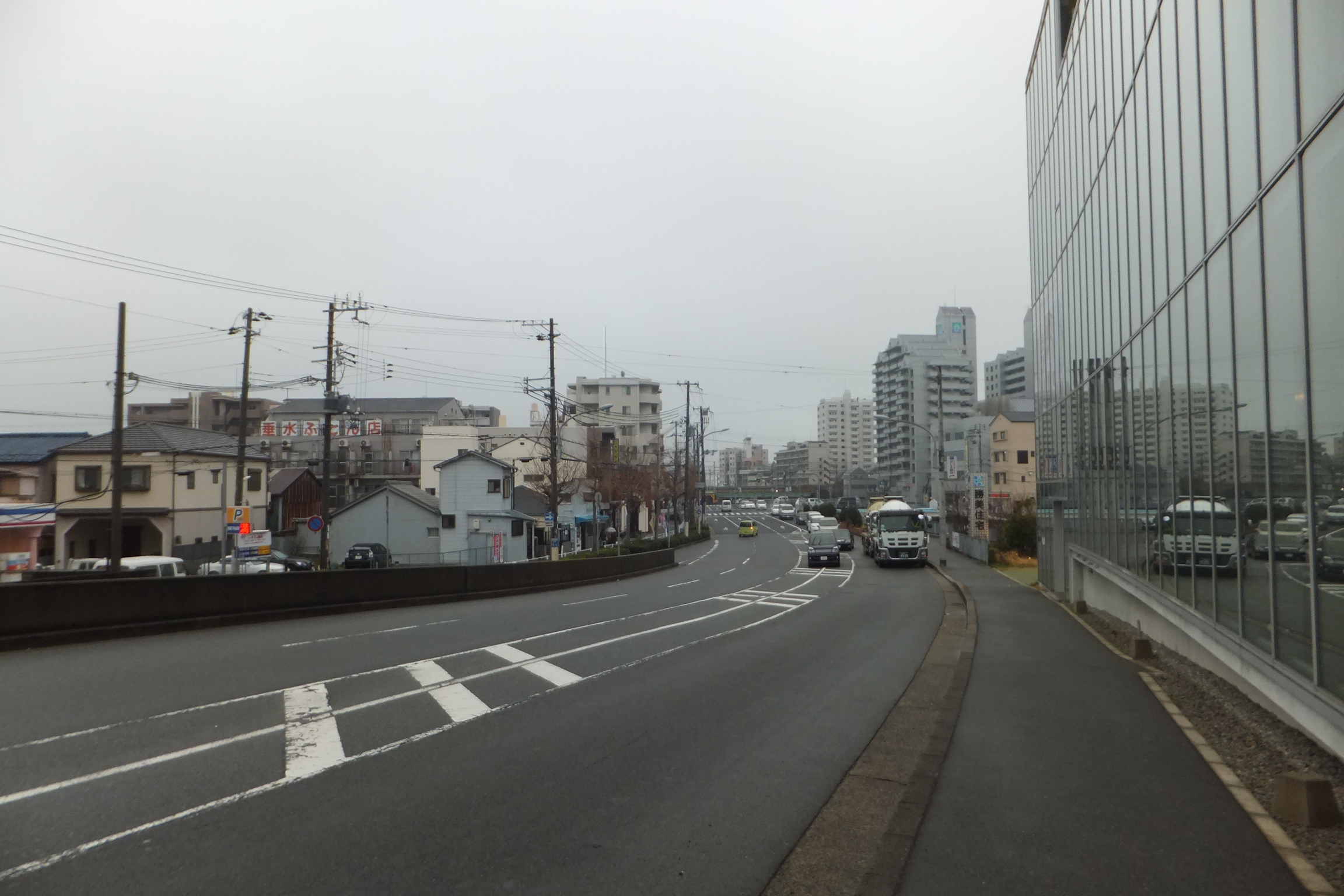
兵庫県道488号長坂垂水線

- 兵庫県道488号長坂垂水線

## 施設
教育
- 神戸市立川原保育所 - 川原二丁目1番13号

寺社
- 覚正寺 - 川原三丁目1番7号

生協
- コープミニ川原 - 川原三丁目2番9号